# Квайса
Квайса (осет. Къуайса) или Кваиса (груз. კვაისა) — населённый пункт в Закавказье. Согласно административно-территориальному делению частично признанной Республики Южная Осетия, фактически контролирующей населённый пункт, имеет статус города республиканского подчинения и географически расположен в Дзауском районе Южной Осетии. Согласно административно-территориальному делению Грузии — имеет статус посёлка и расположен в Онском муниципалитете региона Рача-Лечхуми и Нижняя Сванетия Грузии.

## Название
Наименование населённого пункта происходит от грузинского «каменное место» (ქვა [ква] — камень; ისი [иси] — суффикс местности).

## Расположение
Город находится на левом берегу среднего течения реки Стырдон (приток Риони) на северных склонах Рачинского хребта в Кударском ущелье. Со столицей городом Цхинвал Квайса связана автодорогой протяжённостью в 63 км, с западной стороны ближайшим грузинским городом Они связывает естественная дорога, 26 км.

## История
Населённый пункт возник около 1940 года как горняцкий посёлок. 26 февраля 1941 года ЦК ВКП(б) и Совет Народных Комиссаров СССР приняли решение о строительстве Квайсинского свинцово-цинкового комбината, которое из-за Великой Отечественной войны затянулось и было завершено только через восемь лет. 22 октября 1949 года здесь был получен первый концентрат. С 1950 годов посёлок стал быстро расти, большой прирост населения, так же за счёт трудовых мигрантов, с 1970 годов, в посёлке построенны трёх-, пяти-, девятиэтажные многоквартирные дома, однако с конца 1980-х все начало расформироваться, закрылась обогатительная фабрика, в 1990 и 1991 годах землетрясения, разрушившие множество зданий, впоследствии экономическая, гуманитарная блокада бывшей юго осетинской области с 1990—1992 год, и в дальнейшем массовый отток людей. 
В 2007 году указом президента Республики Южная Осетия посёлок получил статус города. Первым официальным мэром города Квайса был Чермен Гагиев, ранее занимавший должность главы администрации посёлка.
На момент переписи населения 2015 году мэром города являлся Роберт Газзаев.

## Население
| 1959 | 1970  | 1979  | 1989  | 2012 | 2015 | 2021 |
| ---- | ----- | ----- | ----- | ---- | ---- | ---- |
| 2320 | ↗2327 | ↘1641 | ↗2264 | ↘928 | ↗985 | ↘785 |

На сентябрь 2021 года население 1080 человек, из них 98 % осетины.

## Инфраструктура, экономика
- Квайсинское месторождение свинцово-цинковых руд. Также в советское время в Квайсе работала обогатительная фабрика.
- Квайсинская ГЭС.
- Форелевое хозяйство,
- Деревообрабатывающий цех,
- Через Квайсу проложен газопровод «Дзуарикау—Цхинвал», благодаря которому Южная Осетия получает природный газ напрямую из России (попутно газифицированы сёла и горные посёлки Алагирского района Северной Осетии). Параллельно с газопроводом построена автодорога Зарамаг — Квайса, которая стала ещё одной дорогой из Северной Осетии в Южную[11].
- Новая современная Квайсинская средняя общеобразовательная городская школа (открыта в 2016 году),
- Детский сад,
- Дворец культуры (школа искусств),
- Городская больница (открыта в 2016 году),

## Туризм
- Городская Библиотека — возобновила свою работу с 2016 года.
- Конные прогулки.

## Памятники
- Памятник Символу города «Олень»
- Памятник Павшим Героям ВОВ
- Памятник Коста Хетагурову
- Памятник Иосифу Сталину

## Религия
- Церковь Св. Георгия Победоносца.

## Праздники
- 19 октября — День города[19].

## Побратимы
- Томилино[20].
- Алагир 2013 год.

## Топографические карты
- Лист карты K-38-52 Джава. Масштаб: 1 : 100 000. Состояние местности на 1987 год. Издание 1989 г.